# Zoran Zaev
Zoran Zaev (en macedonio: Зоран Заев; Strumica, RS de Macedonia, RFS de Yugoslavia, 8 de octubre de 1974) es un economista y político macedonio. Fue el primer ministro de la República de Macedonia del Norte desde el 31 de agosto de 2020 hasta el 16 de enero de 2022, y anteriormente desde el 31 de mayo de 2017 hasta el 3 de enero de 2020, y también líder político de la Unión Socialdemócrata de Macedonia. Fue también alcalde de la Strumica, municipio que le vio nacer, entre 2005 y 2016.
Firmó el acuerdo de Prespa con Grecia, resolviendo una larga disputa sobre el nombre del país, que condujo al protocolo de adhesión de Macedonia del Norte a la OTAN. Zaev es uno de los iniciadores de la iniciativa Open Balkan, una zona económica de los países de los Balcanes Occidentales destinada a garantizar las "cuatro libertades" básicas de la UE. Zaev acordó con el principal partido de la oposición, VMRO-DPMNE, celebrar elecciones anticipadas debido al estancamiento de las conversaciones con la UE y renunció en enero de 2020, pero después de las elecciones, comenzó su segundo mandato como jefe de gobierno. Zaev renunció formalmente nuevamente después de las elecciones locales en octubre de 2021 y fue sucedido por Dimitar Kovačevski en enero de 2022.

## Biografía

### Primeros años y formación
Zoran Zaev nació el 8 de octubre de 1974 en Strumica. Sus padres son del pueblo de Murtino, cercano a Strumica, donde la familia vivía hasta que se mudó a Strumica cuando Zoran tenía cuatro años. Strumica y el área que la rodea se conoce tradicionalmente como una región agraria, y la familia de Zaev trabajaba en la agricultura. En su juventud, Zaev pasó varios veranos en el mercado de la ciudad serbia de Gornji Milanovac, vendiendo productos agrícolas de Strumica.
Después de terminar la escuela primaria y secundaria en su ciudad natal, Zaev se matriculó en la Facultad de Economía de la Universidad Santos Cirilio y Metodio de Skopie, donde se graduó en 1997. Allí también obtuvo un máster en la misma facultad.
Zaev se empleó en el negocio de su familia en 1997, donde en 2001 fue nombrado director, y ocupó ese puesto hasta 2003. De 2000 a 2003, Zaev presidió la empresa de servicios públicos de Strumica.

## Carrera política
Zaev se unió a la Unión Socialdemócrata de Macedonia (SDSM) en 1996, y fue miembro del parlamento macedonio por el SDSM de 2003 a 2005.
Después ganó tres elecciones locales consecutivas y se desempeñó como alcalde de Strumica de 2005 a 2016. Durante este tiempo, se desempeñó como vicepresidente del partido entre 2006 y 2008. Después de que Branko Crvenkovski renunciara como líder de SDSM en 2013, Zaev se presentó y fue elegido como nuevo líder y se convirtió en líder de la oposición. 
En enero de 2015, el primer ministro Nikola Gruevski acusó a Zaev de una supuesta conspiración con servicios de inteligencia extranjeros y diplomáticos para derrocar al Gobierno, y de participación en el supuesto intento de golpe de Estado. En respuesta, Zaev acusó a Gruevski de intervenir teléfonos y espiar ilegalmente a al menos 20.000 ciudadanos en el país. Por otro lado, el fiscal acusó a Zaev de chantajear a Gruevski y detuvo a cinco personas relacionadas con ese caso pero posteriormente, el caso se abandonó por falta de pruebas.
Con el contexto de las protestas en Macedonia en 2015, Zaev participó en junio de 2015 en una reunión con Gruevski y Johannes Hahn, el comisario de ampliación de la Unión Europea, para superar la crisis política. Las negociaciones dieron como resultado el Acuerdo de Pržino, que preveía la dimisión de Gruevski, un gobierno interino organizara elecciones anticipadas en abril de 2016 y una Fiscalía Especial para investigar el escándalo de las escuchas telefónicas. Zaev amenazó con que el SDSM podría boicotear las elecciones debido a la obstrucción de Gruevski del acuerdo. Finalmente Gruevski dimitió y dio paso a un gobierno interino liderado por Emil Dimitriev.

### Controversias
Zoran Zaev ha sido acusado en ocasiones de usar bulgarofobia en sus declaraciones y en las elecciones. Durante las elecciones a la alcaldía de Strumica en 2013, acusó a su oponente de ser búlgaro debido a sus conexiones comerciales en el país. Además, Zaev también instaló una pancarta de campaña en el centro de Strumica, que decía "Esto es Strumica, esto no es Blagóevgrad", y lo compartió en su página personal de Facebook. En otra ocasión, durante las elecciones locales de 2021 en Macedonia del Norte, Zaev acusó a Danela Arsovska de ser ciudadana de Bulgaria. Según Zaev en ese momento, Arsovska era representante de un país extranjero y debería retirarse de inmediato si amaba a la gente de Skopie, agregando además que esto era una humillación para la gente de la ciudad. Poco después de la declaración de Zaev, una pancarta promocional de Danela Arsovska fue destrozada con la palabra 'Pétrich', una ciudad búlgara pegada en la parte superior. Además, hubo dos ruedas de prensa realizadas por el partido SDSM en las que Zaev que mostró los documentos de identidad búlgaros de Arsovska. Las acciones de Zoran Zaev y su partido fueron criticadas tanto en Macedonia del Norte como en Bulgaria.
Tras el veto búlgaro a la adhesión de Macedonia del Norte a la Unión Europea en noviembre de 2020, el primer ministro Zaev dijo en una entrevista televisiva con el periodista Borjan Jovanovski en el canal local TV 21 que "por supuesto que tenía ganas de mostrar el dedo medio a los búlgaros cuando se enteró del veto". Este comentario fue criticado por políticos de Bulgaria como su ministra de Asuntos Exteriores interina, Ekaterina Zaharieva.

## Primer ministro

### Primera legislatura (2017-2020)
Tras las elecciones parlamentarias de 2016, Zaev formó un gobierno de coalición con el apoyo de la Unión Democrática para la Integración y la Alianza para los Albaneses en mayo de 2017. El 31 de mayo de 2017, el parlamento macedonio confirmó a Zaev como nuevo primer ministro, con 62 de los 120 diputados votando a favor, poniendo fin a meses de incertidumbre política. Durante su discurso, Zaev presentó el programa del nuevo gobierno y dijo que unirse a la OTAN y la UE sería su prioridad en los próximos años. También prometió crecimiento económico y el fin de la corrupción al anunciar un "gobierno responsable, reformista y europeo".

#### Política interna

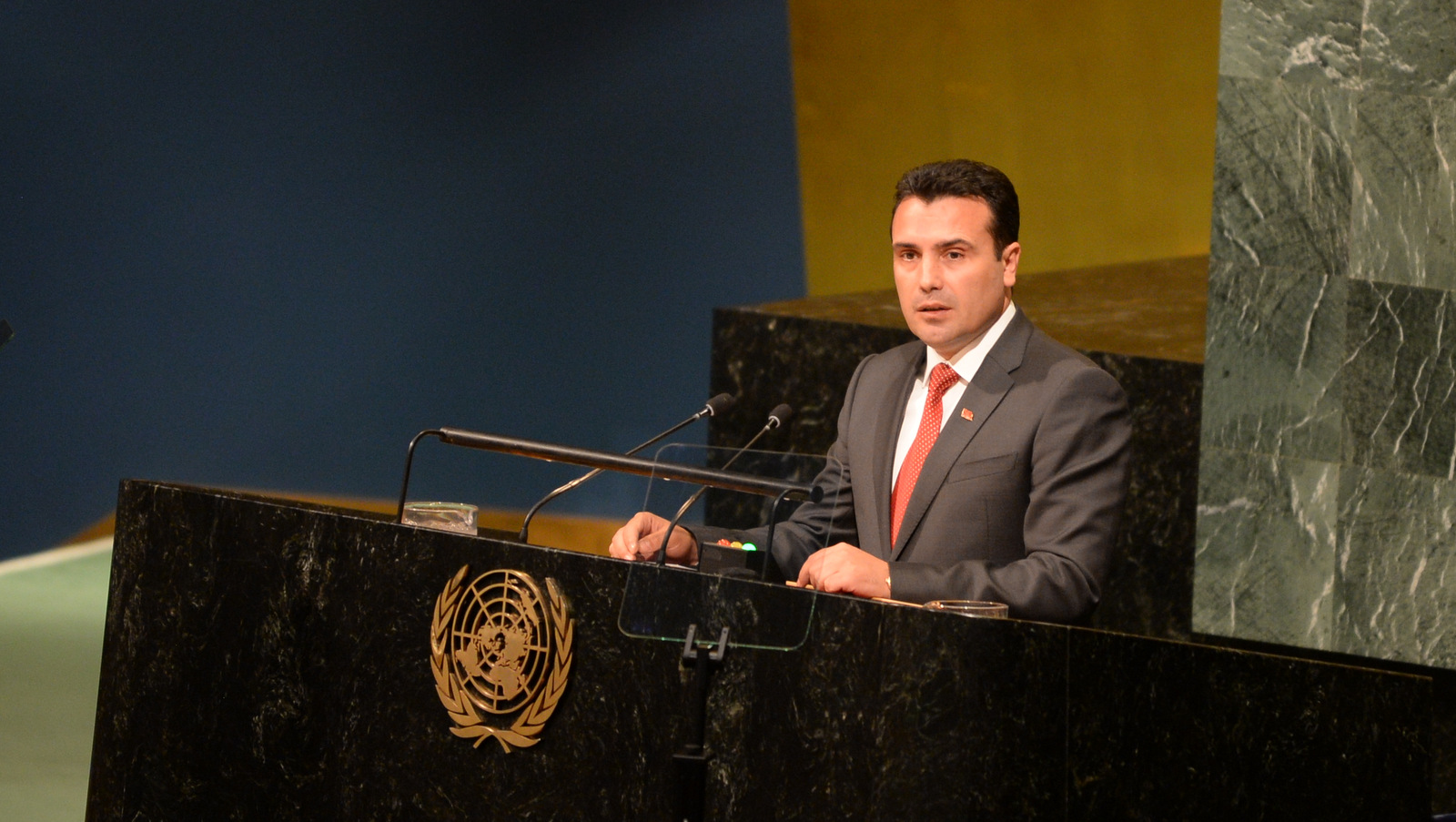
Zaev en el discurso anual en la Asamblea General de la ONU

En septiembre de 2017, se adoptó la ley sobre el salario mínimo de 12 mil denares (aproximadamente 200 euros), la ley sobre la abolición de la tarifa de emisión audiovisual y se devolvió la tarifa de electricidad barata. En las elecciones locales de 2017, el partido de Zaev obtuvo una victoria aplastante en las alcaldías de casi todo el país. Además muchas infraestructuras, principalmente carreteras, fueron construidas y reparadas durante su mandato.

#### Relaciones con Albania y los albaneses de Macedonia del Norte
Zoran Zaev tiene una relación relativamente buena con Albania y los albaneses de Macedonia del Norte. Durante las elecciones parlamentarias del país en 2016, se apoyó en los partidos albaneses y dio lugar a la Plataforma de Tirana, que un acuerdo entre SDSM, DUI  y BESA realizado en Tirana. Aunque Zaev logró ganar las elecciones en Macedonia del Norte, el presidente Gjorge Ivanov no lo aceptó como nuevo primer ministro, ya que se negaba niega a otorgar tal mandato "a cualquiera que negocie plataformas de países extranjeros que chantajeen al pueblo macedonio, ponga en peligro la integridad del estado, su soberanía e independencia". Esto llevó a la crisis política macedonia (2015-2017) y el asalto al parlamento macedonio en 2017, llevado a cabo de nacionalistas macedonios (en el que el propio Zaev salió herido) por la elección de Talat Xhaferi (DUI) como presidente de la Asamblea de Macedonia del Norte. El partido de oposición VMRO-DPMNE, que anteriormente ostentó el poder también con el apoyo de DUI, describió a Zaev y al SDSM como traidores a quienes se les paga desde Albania y países extranjeros, cuyo objetivo introducir el albanés como segundo idioma oficial en todo el país y que quieren federalizar Macedonia del Norte.
Durante una entrevista con Top Channel, Zoran Zaev describió a Albania como el país más amigable para Macedonia del Norte y que es una amistad 100%, apoyo mutuo para el progreso, un futuro común y un futuro mejor para los ciudadanos. Zaev señaló que el comercio entre Tirana y Skopie aumentó un 11,5% en 2018 y que ambos países tienen una capacidad considerable para tener mejor cooperación en otras tareas.

#### Negociaciones con Bulgaria para un tratado de amistad y cooperación

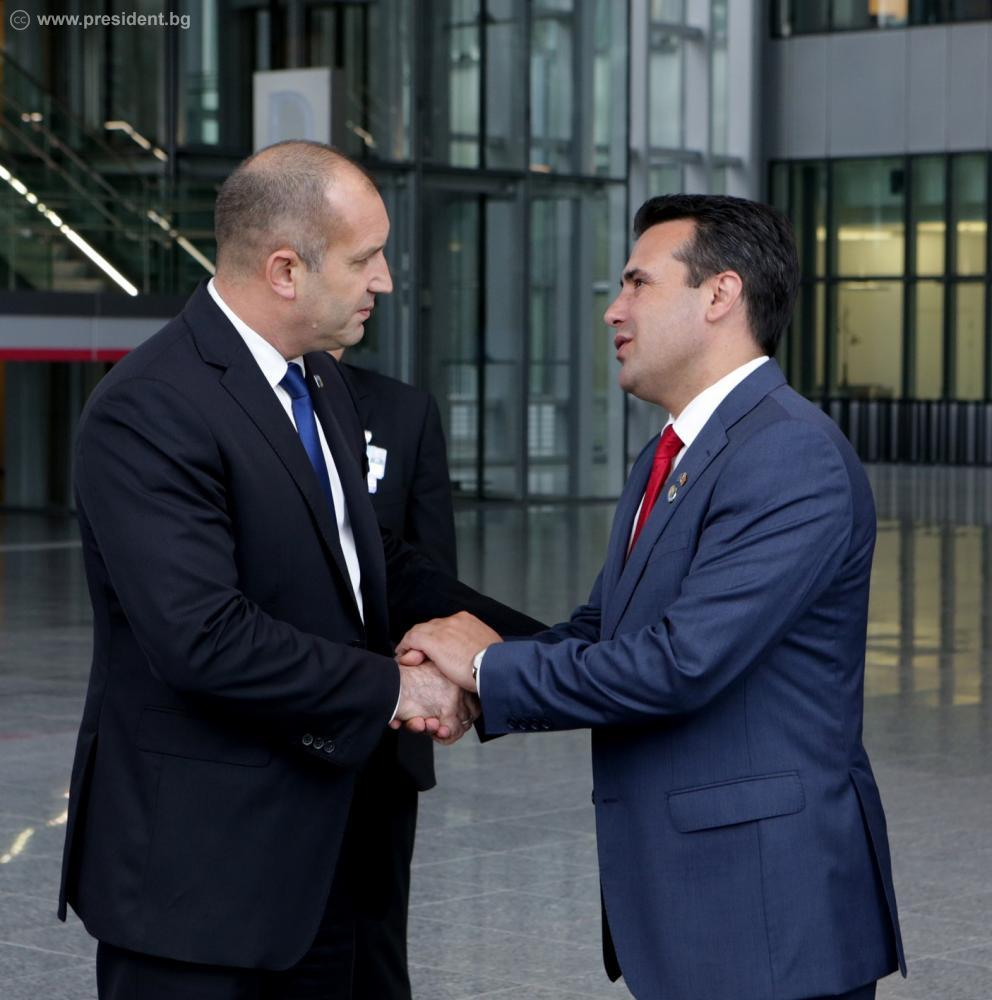
Encuentro entre Rumen Radev, presidente de Bulgaria, y Zoran Zaev, primer ministro de Macedonia del Norte

Macedonia del Norte y Bulgaria tienen relaciones de vecindad complicadas. En 2012, Bulgaria se unió a Grecia para impedir que Macedonia obtuviera una fecha de inicio para las negociaciones de adhesión a la UE. Bulgaria ha acusado en reiteradas ocasiones a Macedonia de discriminar a los búlgaros étnicos y de generar un ambiente antibúlgaro en el país. Sin embargo, las perspectivas de mejorar las relaciones entre los dos países aumentaron desde que el gobierno liderado por Zaev asumió el poder en Skopie en mayo de 2017. En junio, en una reunión con Zaev en Sofía, el primer ministro Boiko Borísov dijo que Bulgaria respaldaría la candidatura de Macedonia para unirse a la Unión Europea y la OTAN y también firmaría un tratado de amistad largamente demorado con el país vecino. Como resultado, los dos gobiernos firmaron un tratado de amistad para reforzar las relaciones entre los dos estados balcánicos el 1 de agosto de 2017, tras 18 años de intensas negociaciones. El tratado consagra la creación un comité para "reexaminar objetivamente la historia común" de los dos países y prevé que ambos países celebren juntos eventos de su historia compartida. "Macedonia y Bulgaria tienen mucha historia en común y este es el trampolín para el futuro europeo y euroatlántico de Macedonia", dijo Zaev durante la ceremonia en Skopie. El tratado fue ratificado por el parlamento de la República de Macedonia el 15 de enero de 2018 y por el parlamento búlgaro unos días después.

#### Negociaciones y acuerdo con Grecia en la disputa del nombre
Durante los últimos años en la oposición y también en su discurso de investidura, el primer ministro Zoran Zaev prometió poner todo su esfuerzo resolver la disputa de décadas con Grecia. Los esfuerzos entre los gobiernos de los dos países para resolver la disputa del nombre se intensificaron y el 17 de enero de 2018 se reanudaron las negociaciones patrocinadas por la ONU, con los embajadores griego y macedonio, Adamantios Vassilakis y Vasko Naumovski, reuniéndose con el enviado de la ONU en Washington. Éste fue sugirió cinco nombres en su propuesta, todos ellos conteniendo el nombre "Macedonia" transliterado del cirílico.
Después de la reunión entre los mandatarios de ambos países, Zoran Zaev y Alexis Tsipras, en Davos, Zaev anunció que las calles y lugares que fueron nombrados por el nacionalista VMRO-DPMNE en honor a antiguos héroes y figuras macedonios como Alejandro Magno, podrían ser renombrados como un signo de buena voluntad hacia Grecia, como por ejemplo el aeropuerto Alejandro Magno en Skopie o la Autopista Alejandro Magno (E-75, que conecta Skopie con Grecia) que cambiaría su nombre a "Carretera de la Amistad". A cambio, el primer ministro griego anunció que Grecia aceptaría la candidatura de Macedonia al Acuerdo de Cooperación Adriático-Jónico y que el Parlamento griego podría ratificar la segunda fase del Acuerdo de Asociación de la Unión Europea con Macedonia como parte de la adhesión de Macedonia del Norte a la Unión Europea, bloqueado en 2009 por Grecia debido a la disputa por el nombre.

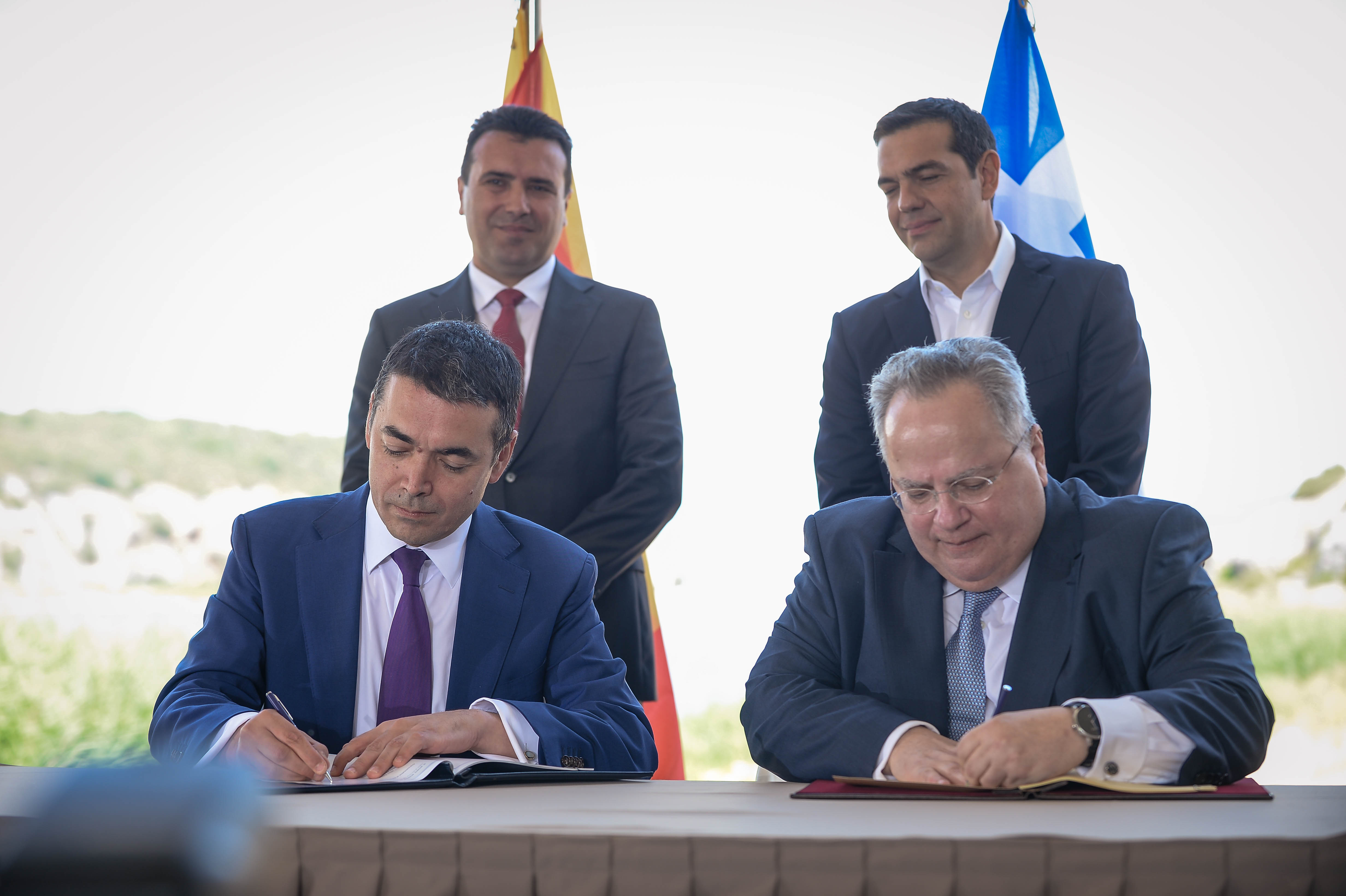
Firma del Acuerdo de Prespa

A fines de febrero de 2018, el gobierno y las instituciones de la República de Macedonia anunciaron la suspensión del programa Skopie 2014, un plan puesto en marcha por Nikola Gruevski cuyo objetivo era hacer que la capital de Macedonia tuviera un "atractivo más clásico", y comenzaron a retirar sus controvertidos monumentos y estatuas. En la primavera de 2018, se llevaron a cabo extensas negociaciones en rondas en un intento por resolver la disputa de nombres, con reuniones frecuentes de los Ministros de Relaciones Exteriores de Grecia y Macedonia, Nikos Kotzias y Nikola Dimitrov, logrando un progreso tangible en la disputa del nombre.
El 12 de junio de 2018, el primer ministro Tsipras anunció que se había llegado a un acuerdo con su homólogo macedonio, Zoran Zaev, sobre la disputa, "que cubre todas las condiciones previas establecidas por la parte griega". La propuesta daría lugar a que la anterior República de Macedonia, conocida internacionalmente como FYROM, se cambiara el nombre a República de North Macedonia (en macedonio: Република Северна Македонија, romanizada: Republika Severna Makedonija; en griego: Δημοκρατία της βόρειας μακεδονίας), con el nuevo nombre para que se utilice para todos los efectos. Zaev anunció que el acuerdo incluye el reconocimiento del macedonio en las Naciones Unidas y que los ciudadanos del país se llamarán, como antes, macedonios. Sin embargo, hay una aclaración explícita de que los ciudadanos del país no están relacionados con ninguna civilización helénica que haya habitado previamente la región.
El 5 de julio, el acuerdo de Prespa fue ratificado nuevamente por el parlamento de Macedonia con 69 diputados votando a favor. El 11 de julio, la OTAN invitó a Macedonia a iniciar conversaciones de adhesión en un intento por convertirse en el trigésimo miembro de la alianza euroatlántica. El 30 de julio, el parlamento de Macedonia aprobó planes para celebrar un referéndum no vinculante sobre el cambio de nombre del país que tuvo lugar el 30 de septiembre. El voto fue abrumadoramente favorable (94%), aunque solamente participó un 36% del censo. Sin embargo, fue suficiente para enmendar la constitución y cambiar el nombre del país desde su aprobación el 11 de enero de 2019 a favor de la enmienda. La enmienda entró en vigor tras la ratificación del acuerdo de Prespa y el Protocolo de Adhesión de Macedonia del Norte a la OTAN por parte del Parlamento griego.

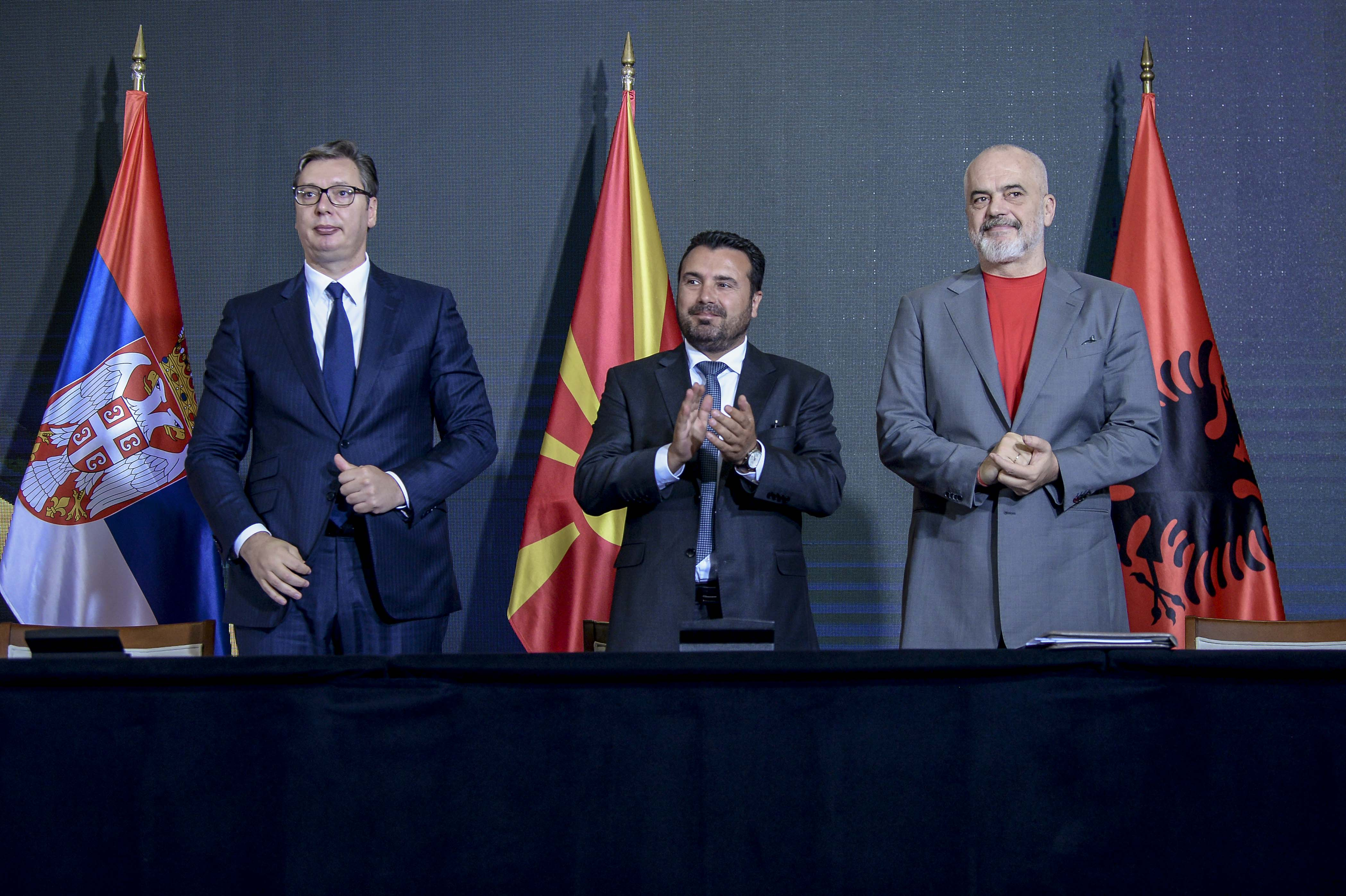
Reunión de la iniciativa Open Balkan el 29 de julio de 2021

Debido a su compromiso con el acuerdo con Grecia a mediados de diciembre de 2018, Zaev, junto con el primer ministro griego Alexis Tsipras, fueron nominados al Premio Nobel de la Paz de 2019 por el tunecino Wided Bouchamaoui, uno de los ganadores del premio en 2015.

#### Open Balkan
El 10 de octubre de 2019, junto con Aleksandar Vučić, presidente de Serbia, y Edi Rama, primer ministro de Albania, Zaev firmó el llamado acuerdo Mini Schengen (posteriormente llamado Open Balkan) sobre cooperación económica regional, incluida la libre circulación de bienes, capitales, servicios y mano de obra entre sus tres países, mientras esperan avances en la ampliación de la UE. Un mes después, los mandatarios presentaron un conjunto de propuestas para lograr las "cuatro libertades" y los primeros pasos hacia ellas, incluida la posibilidad de la zona fronteriza abierta. En diciembre, los tres líderes también se reunieron con Milo Đukanović, presidente de Montenegro, abriendo la posibilidad de que el país se una a la organización.

### Segunda legislatura (2020-2022)

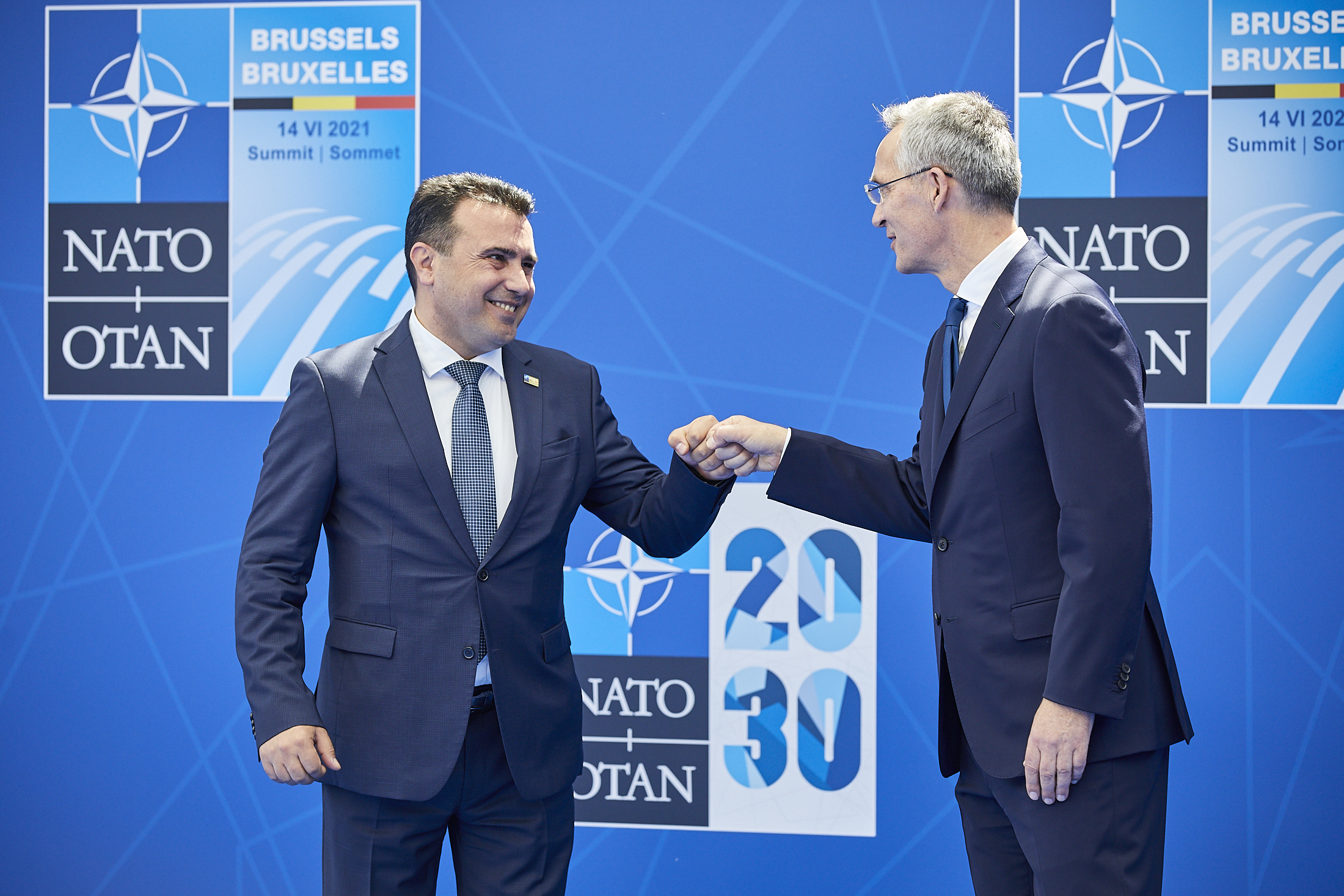
Zoran Zaev y Jens Stoltemberg, secretario general de la OTAN, en la NATO Summit 2021

Después de las elecciones parlamentarias de 2020, la coalición "Podemos" liderada por SDSM ganó la mayoría de los escaños, pero no alcanzó la mayoría. El 18 de agosto, SDSM y DUI anunciaron que habían llegado a un acuerdo sobre un gobierno de coalición, así como un compromiso con la promesa de campaña del partido de étnica albanesa sobre un primer ministro albanés: según el acuerdo, el líder del SDSM, Zoran Zaev, asumiría el cargo de primer ministro y ocupará ese cargo hasta 100 días como máximo a partir de las próximas elecciones parlamentarias (gobierno de rotación). En ese momento, el DUI propondrá un candidato de etnia albanesa para primer ministro, y si ambas partes están de acuerdo con el candidato, ese candidato cumplirá el mandato restante hasta las elecciones. El 30 de agosto, el parlamento aprobó una coalición de los partidos alineados con SDSM, DUI y el Partido Democrático de los Albaneses.
El 31 de octubre de 2021, poco después de que se revelaran los resultados de las elecciones locales de Skopie, Zaev anunció que dejaría el cargo de primer ministro de Macedonia del Norte y presidente de SDSM. Con todo esto, un partido albanés que fue en la coalición Podemos, BESA, decidió salirse del gobierno y firmar un acuerdo para una coalición con VMRO-DMPNE, la Alianza de Albaneses-Alternative y Levica para presentar una moción de censura y que Hristijan Mickoski fuera primer ministro. Sin embargo, el hecho de que un diputado de BESA no se presentara hizo que no hubiera quorum y la moción decayera. Así, el SDSM negoció con Alternative para su incorporación a la mayoría de gobierno ya que estos estaban descontentos con la presencia de Levica, ultranacionalistas macedonios, en la mayoría con VMRO.
El 23 de diciembre de 2021, el Parlamento de Macedonia del Norte aprobó la renuncia del primer ministro Zoran Zaev, lo que obligó a disolver todo el gobierno y elegir un nuevo gobierno en tres semanas. Tras ganar las primarias internas del SDSM, Dimitar Kovačevski se convirtió en primer ministro el 17 de enero de 2022.